# 松丸町
松丸町（まつまるちょう）は、1955年（昭和30年）まで愛媛県北宇和郡にあった村である。現在の松野町の西半分を占める農山村である。
昭和の合併で松野町となり、現在に至っている（平成の合併は経験していない）。

## 地理
現在の松野町の概ね西半分。町の東を広見川（吉野川）が蛇行しつつ貫流し、河岸段丘上に農地が開かれている。北西から南東にかけて山が連なり、目黒は地蔵峠を一山越えた地域で、滑床渓谷に源を発し、高知県西土佐村へと流れ込む目黒川の流域で、わずかな谷底平地で水田耕作が営まれている。

## 歴史
中世
- 戦国期には渡辺氏が河後森城を本拠に、広見の芝氏、大宿の渡辺氏らを従え鬼北地域の大部分を勢力圏に治めていた。渡辺氏は土佐一条氏の一門であるなど伊予と土佐の交流をうかがわせる。

藩政期
- 宇和島藩領。川原淵組に属す。
- 1657年（明暦3年） - 目黒は伊予吉田藩領となる（土佐国に接する地域が伊予吉田藩に割り当てられた）。
- 1658年（明暦4年） - 目黒山境界紛争勃発。この経過が目黒山形関係資料として残されている。1665年（寛文5年）解決。
- 1782年（天明2年） - 翌年にかけて大飢饉発生。出直しを図るため、次郎丸村を豊岡村に、樫谷村（かしたにむら）を富岡村と改称。

明治村成立後
- 1889年（明治22年） 12月15日 - 町村制施行。松丸（まつまる）、豊岡（とよおか）、延野々（のびのの）、富岡（とみおか）、上家地（かみいえじ）、目黒（めぐろ）の6か村の合併により明治村（あけはるむら）となる。
- 1923年（大正12年） - 松丸駅開業。
- 1940年（昭和15年） 11月10日 - 町制施行、松丸町となる。
- 1948年（昭和23年） - 愛媛県立松丸高等学校開設（1957年愛媛県立北宇和高等学校の分校となり、1962年廃校）。
- 1955年（昭和30年） 3月31日 - 吉野生村との1町1村の合併により松野町となる。

```
松丸町の系譜
（町村制実施以前の村）　　（明治期）　　　　　　　　　　　　　（昭和の合併）
　　　　　　　　　　　　町村制施行時　　　　　　　　　　　　　1955年3月31日
松丸　　━━━━┓　　　　　　　　　　　　　　　　　　　　　　　　合併
豊岡　　━━━━┫
延野々　━━━━╋━━━　明治村　━━━━━　松丸町　━━━┓
富岡　　━━━━┫　　　　　　　　　　　　　　　　　　　　　┃
上家地　━━━━┫　　　　　　　　　　　　　　　　　　　　　┃
目黒　　━━━━┛　　　　　　　　　　　　　　　　　　　　　┣━　松野町
　　　　　　　　　　　　　　　　　　　　　　　　　　　　　　┃
　　　　　　　　　　　　　吉野生村　━━━━━━━━━━━━┛

（注記）吉野生村の合併前の系譜は吉野生村の記事を参照のこと。

```

## 地域
明治の合併前の村である6か村がそのまま大字となり松野町となってからも続いている。大字松丸が町の中心である。

## 行政
役場
大字松丸に置かれていた。明治村当時からで、松野町役場も松丸に置かれている。

## 教育
高等学校
- 愛媛県立松丸高等学校

中学校
- 松丸町立松丸中学校
- 松丸町立目黒中学校

小学校
- 松丸町立松丸小学校
- 松丸町立目黒小学校

## 産業
農業
米、麦、茶、麻、綿などを産する。養蚕は明治末期から盛んになった。
林業
藩政期から目黒では伊予吉田藩が山横目を置くなど造林が盛んに行なわれ、それが受け継がれ、杉・檜が山腹を覆っている。
商工業
大字松丸は土佐に通じる街道上に位置し、酒・油・蝋の取引を営む商家が集まっていた。それらが受け継がれ、現在まで、規模は小さいものの商店街を形成している。また、1917年には明治製糸場が操業開始している。

## 交通
- 宇和島線松丸駅（今日の予土線）

## 出身者
- 芝不器男

## 名所
- 河後森城跡
- 大森山城跡
- 滑床渓谷（行政区画上は宇和島市域）